# La nueva canción chilena (álbum de Electrodomésticos)
La nueva canción chilena es el tercer álbum de estudio de la banda chilena Electrodomésticos, lanzado en formato CD en 2004.
El álbum contiene la canción Has sabido sufrir, que con los años se ha convertido en un clásico de la banda.

## Lista de canciones
Todas las canciones escritas y compuestas por Carlos Cabezas Rocuant. 
| N.º   | Título                | Duración |  |
| 1.    | «En tu mirar»         | 3:35     |  |
| 2.    | «Amor del cielo»      | 5:09     |  |
| 3.    | «Hey Dad!»            | 4:56     |  |
| 4.    | «La fortuna»          | 4:32     |  |
| 5.    | «Has sabido sufrir»   | 5:04     |  |
| 6.    | «Al final de cuentas» | 5:02     |  |
| 7.    | «Pez»                 | 5:27     |  |
| 8.    | «Sólo una vez»        | 4:07     |  |
| 9.    | «Maldita»             | 7:06     |  |
| 10.   | «Bello amanecer»      | 3:24     |  |
| 48:23 |                       |          |  |

## Créditos
- Carlos Cabezas Rocuant: guitarra, voz
- Silvio Paredes: bajo
- Gabriel Vigliensoni: teclados y secuencias
- Cuti Aste: teclados y secuencias
- Edita Rojas: batería